# Classe ATC S02
La classe ATC S02, dénommée « Médicaments otologiques », est un sous-groupe thérapeutique de la classification anatomique, thérapeutique et chimique, développée par l'OMS pour classer les médicaments et autres produits médicaux. La classe ATC vétérinaire correspondante dans la classification ATCvet est QS02. Le sous-groupe présenté ici est celui établi par l'OMS, et peut donc différer des versions dérivées utilisées dans certains pays. Il fait partie du groupe anatomique S de la classification, intitulé « Organes sensoriels ».

## S02A Anti-infectieux

### S02AA Anti-infectieux
S02AA01 Chloramphénicol
S02AA02 Nitrofural (en)
S02AA03 Acide borique
S02AA04 Aluminium acétotartrate (en)
S02AA05 Clioquinol (en)
S02AA06 Peroxyde d'hydrogène
S02AA07 Néomycine
S02AA08 Tétracycline
S02AA09 Chlorhexidine
S02AA10 Acide acétique
S02AA11 Polymyxine B
S02AA12 Rifamycine
S02AA13 Miconazole
S02AA14 Gentamicine
S02AA15 Ciprofloxacine
S02AA16 Ofloxacine
S02AA30 Anti-infectieux, associations
« QS02AA57 » Néomycine, associations

## S02B Corticoïdes

### S02BA Corticoïdes
S02BA01 Hydrocortisone
S02BA03 Prednisolone
S02BA06 Dexaméthasone
S02BA07 Bétaméthasone
S02BA08 Acétonine de fluocinolone
QS02BA99 Corticostéroïdes, associations

## S02C Corticoïdes et anti-infectieux en association

### S02CA Corticoïdes et anti-infectieux en association
S02CA01 Prednisolone et anti-infectieux
S02CA02 Flumétasone (en) et anti-infectieux
S02CA03 Hydrocortisone et anti-infectieux
S02CA04 Triamcinolone et anti-infectieux
S02CA05 Fluocinolone et anti-infectieux
S02CA06 Dexaméthasone et anti-infectieux
S02CA07 Fludrocortisone et anti-infectieux
« QS02CA90 » Bétaméthasone et anti-infectieux
« QS02CA91 » Mométasone et anti-infectieux

## S02D Autres médicaments otologiques

### S02DA Analgésiques et anesthésiques
S02DA01 Lidocaïne
S02DA02 Cocaïne
S02DA03 Phénazone
S02DA04 Cinchocaïne (en)
S02DA30 Associations

### S02DC Préparations indifférentes
Vide.

## QS02Q Antiparasitaires

### QS02QA Antiparasitaires
« QS02QA01 » Lindane
« QS02QA02 » Sulfirame
« QS02QA03 » Ivermectine
« QS02QA51 » Lindane, associations